# Street Sharks : Les Requins de la ville
Street Sharks : Les Requins de la ville (Street Sharks) est une série télévisée d'animation américaine en 40 épisodes de 23 minutes créée par Robert Askin et diffusée du 1er septembre 1994 au 1er mai 1995 en syndication dans le bloc de programmation Amazin' Adventures.
En France, elle a été diffusée à partir du 4 septembre 1996 sur TF1 dans Salut les toons.

## Synopsis
Les quatre enfants du docteur Bolton, scientifique renommé, sont métamorphosés en hommes-requins de différentes espèces par un savant fou, le diabolique docteur Paradigm (alias Docteur Piranoïd). Alliant la force du requin et l'intelligence de l'homme, les Street Sharks parviennent à s'enfuir. Ils feront tout pour se venger du monstrueux savant, également à l'origine de la disparition de leur père. Le docteur Paradigm se fait de plus passer aux yeux des habitants de la ville de Fission-ville pour un bienfaiteur.
John, le chef de l'équipe qui arbore les caractéristiques du grand requin blanc, se fait désormais appeler Ripster. Bobby quant à lui se fait appeler Streex et se transforme en requin tigre. Coop devient Slammu, un requin baleine. Clint, le dernier membre du groupe, devient Jab, un requin-marteau.
Ils auront fort à faire pour lutter contre Piranoid car ce dernier, qui espère bien faire muter l'espèce humaine afin de pouvoir régner sur le monde, est entouré d'autres mutants lui prêtant assistance.
Les Street Sharks quant à eux peuvent compter sur quelques rares amis comme Bendz et Léna, la secrétaire de Paradigm. Un mystérieux personnage leur apporte également son soutien ; si son identité reste secrète il pourrait cependant s'agir de leur père disparu.

## Personnages

### La famille Bolton
John Bolton est le chef des Street Sharks. Il est le plus intelligent des quatre frères et aime créer de nouvelles inventions. C'est également un joueur confirmé de billard américain. Il se transforme en grand requin blanc dont les dents peuvent ronger l'acier et se fait alors appeler Ripster.
Clint Bolton quant à lui est le plus paresseux des quatre frères. Son passe temps favori est la boxe et il a un certain talent pour la mécanique. Quand il se transforme en requin marteau, il prend le nom de Jab.
Robert Bolton alias Bobby, le plus cool des quatre frères, ne va nulle part sans ses patins à roulettes. Il aime les sports extrêmes comme le parachutisme. Il joue de la batterie aussi bien qu'un musicien professionnel. Streex est son nom quand il se transforme en requin tigre.
Cooper Bolton alias Coop est le sportif de la bande et le plus jeune des quatre frères. Il joue au football américain dans l'équipe de son lycée. Une fois transformé en requin baleine, il prend le nom de Big Slammu.
Le docteur Bolton est le père des frères Bolton. Il n'apparaît que dans le premier épisode, dans lequel il tente d'arrêter les expériences de Paradigm. Il devient finalement son prochain sujet d'expérience et se transforme en une créature inhumaine et invisible, réussissant tout de même à s'échapper. Il décide alors d'aider ses fils devenus les Street Sharks. Il vit dans la clandestinité car le processus de mutation qui l'a affecté est irréversible.

### Docteur Piranoid et ses Serviates
Le Docteur Paradigm est un professeur d'université. Il est l'ennemi principal des héros de la série et complote pour pendre le contrôle de Fission-ville tout en tentant de préserver son image publique. Il est facilement identifiable à son cache-œil en métal. Dans le second épisode, il est vêtu d'une combinaison robotisée géante jaune pour se défendre des Street Sharks. À la suite d'un accident dans ce même épisode, Paradigm s'est fait injecter de l'ADN de piranha. Pour les Street Sharks, il prend alors le surnom de "Docteur Piranoid". Il est accompagné de nombreux mutants qu'il crée lors de ses expérimentations.
Slobster, par exemple, est le résultat de l'une de ses toutes premières expériences. Il a été créé par l'injection d'ADN humain à un homard, ce dernier devenant alors anthropomorphe et salive constamment.
Slash est une autre des premières expériences de Piranoid, ce dernier appliquant le même principe que pour Slobster mais à un espadon cette fois-ci. Il se transforme alors en un poisson anthropomorphe avec un foret sur le visage. Ce personnage est l'un des ressorts principaux de l'effet comique dans la série. Il se coince en effet régulièrement le nez dans un mur en restant incapable de se sortir de cette situation.
Killamari, le troisième mutant du Docteur Piranoid, est créé à partir d'un calamar capturé au large de la grande barrière de corail en Australie. Slash et Killamari entretiennent un mépris réciproque. La cause en est principalement une remarque sarcastique de Slash à propos de l'incapacité de Killamari à parler. Ce dernier reste cependant d'une intelligence supérieure à celle de Slash. Killamari a de plus la capacité de projeter des harpons de sa bouche et dispose de ventouses sur le corps. Ses projectiles contiennent un venin extrêmement puissant. Dans sa première apparition, il a ainsi manqué de tuer Jab. Ce dernier a été sauvé in extremis par Eléna et Bendz qui ont réussi à concocter un anti-venin. Cette défense a depuis réduit la menace que représente Killamari pour les héros.
Repteel est le seul des acolytes de Piranoid à être originellement un humain. Il était le propriétaire d'un hôtel délabré qui a été détruit accidentellement par les Street Sharks lors d'une bagarre avec les mutants de Piranoid. Cunneyworth se laisse alors convaincre par le Docteur Piranoid de fusionner son code génétique avec ceux d'une murène et d'une anguille électrique. Il se nourrit dorénavant de l'électricité et peut projeter des anguilles miniatures avec ses mains, elles-mêmes chargées d'électricité.
Louis est une crevette mutante. C'est l'un des derniers Serviates créés par le Docteur Piranoid. Pas très fort et peureux, il se dispute sans arrêt avec Killamari. Ses armes sont des fusils blaster.
Le Docteur Piranoid a également fait une incursion dans le domaine de la robotique. Shark-Bot est le résultat de ses expériences. Il a été utilisé pour faire évader Repteel de prison, faisant par la même occasion accuser les Street Sharks de ce méfait. Ces derniers réussiront cependant à le reprogrammer afin d'aller détruire le laboratoire du Docteur Piranoid. Le robot sera détruit dans l'opération.

### Alliés
Les Street Sharks sont aidés par un certain nombre d'alliés qui leur prêtent main-forte tout au long de leurs aventures.
Parmi eux se trouve Léna Mack, étudiante du docteur Paradigm qu'elle soupçonne de ne pas être celui qu'il prétend être. Ses soupçons se confirment quand elle sauve les Street Sharks et découvre que se sont les frères Bolton. Elle aide les frères quand elle le peut.
Bendz est le génie de l'université technique de Fission-ville. Il va aider les Street Sharks en leur trouvant une base sous la patinoire de l'université. Il leur fournit également leurs véhicules motos ou autres engins divers.
Melvin Kresnik, alias Rox est un chanteur de rock raté qui a échoué dans un motel où, sans le vouloir, il entre dans le laboratoire de fortune du docteur Bolton. Il y mange un peu de pop-corn qui se trouvait sur le bureau du professeur, ignorant qu'il est contaminé par de l'ADN modifié volé par Bolton dans un entrepôt du Docteur Piranoid. Melvin va se coucher et la mutation se produit durant son sommeil. Quand il se réveille il découvre qu'il s'est changé en requin mako et devient Rox. Le Docteur Piranoid avait prévu de contaminer la population de Fission-ville à l'aide de ce pop-corn lors d'un concert auquel Rox participe. Celui-ci va alors rencontrer les Street Sharks et leur raconte son histoire. Les héros découvrent le plan de Piranoid et détruisent le pop-corn. Rox devient une super star mais reste en contact avec ses amis, en particulier avec Streex, qui lui avait offert une guitare électrique. Contrairement aux Street Sharks, Rox garde ses cheveux. C'est en fait dû à un antidote du docteur Bolton contre le "sérum de cerveau contrôle" qui permet de contrôler l'esprit d'un individu.
Jets Taylor est le meilleur ami des frères Bolton et de Bendz. Il est étudiant en biologie à l'Université de Fission-ville. Un jour il est convoqué par le docteur Paradigm à propos d'un nouveau traitement génétique. C'est en fait un piège tendu par le savant qui souhaite créé un quatrième serviate. Capturé et plongé dans un bassin, il va subir à son tour une transformation. Jets se change en épaulard et Paradigm le nomme alors Moby Lick. Il dispose d'un force colossale et d'une langue incroyablement longue. Il peut aussi se servir de son évent pour projeter de l'eau à haute pression. Il est totalement sous le contrôle du docteur Paradigm à cause du "sérum de cerveau contrôle". Paradigm envoie Moby Lick capturer les Street Sharks mais ceux-ci, voyant que leur ennemi transpire le sérum, comprennent sa véritable identité. Moby Lick s'allie finalement avec ses amis.
Les Street Sharks se voient aussi aidés par des alliés provenant de beaucoup plus loin que leur entourage proche. C'est ainsi qu'ils ont le soutien des Dino Vengers. C'est une unité militaire intergalactique dont les membres ont été sélectionnés afin de traquer les Raptors. Ils proviennent d'une planète lointaine habitée par des dinosaures évolués (leur origine est très différente de celle de leurs homologues, les Extrêmes Dinosaures). Les membres de cette équipe ont vu leur gènes modifiés afin d'augmenter leurs capacités. Ils atterrissent sur la Terre poursuivant les Raptors qui s'y sont réfugiés et qui se sont associés avec le Docteur Piranoid. T-Bone, Stegz, Bullzeye et Spike, les Dino Vengers, décident alors de s'associer avec les Street Sharks.
Pour créer l'un de ses serviates le Docteur Piranoïd a enlevé Spike, un grand espadon avec lequel travaillait un artiste de cirque. Ce dernier part donc à sa recherche. Il finira par fusionner avec l'animal devenant El Swordo et aidera les Street Sharks dans leur combat.

## Épisodes
1. L'appât du gain (Shark Bait)
2. La piqûre (Shark Bite)
3. L'assaut (Shark Strom)
4. La découverte des Street Sharks (Shark Quest)
5. Le requin solitaire (Lone Shark)
6. Rox n'roll (Shark 'n' Roll)
7. L'eau de Fission-ville (Fresh Water Shark)
8. Jets l'épaulard (Shark Treatment)
9. La course poursuite (Road Sharks)
10. Le combat des Street Sharks (Shark fight)
11. Les Street Sharks du ciel (Sky Sharks)
12. Le requin d'acier (Shark of Steel)
13. L'étrange caverne (Shark Source)
14. Jurassique Sharks (Jurassic Shark)
15. Les quatre chevaliers (Sir Sharkalot)
16. Voyage vers le futur (Shark to the Future)
17. Slammu et le président
18. Titre inconnu
19. Titre inconnu
20. Super bleue
21. Street Sharks ou pas Street Sharks
22. La réserve océanique
23. La météorite
24. Le satellite expérimental
25. Wolverinapedes
26. La guerre des Sharks
27. Le parrain
28. Le chasseur
29. Jackpot sur Jupiter
30. Satellite genesis
31. Turbo jab
32. Scylla ou le monstre à quatre têtes
33. L'ancien astronaute
34. Un choix difficile
35. Le requin des sables
36. Les volcans
37. Super Slammu
38. Les Street Sharks en Amazonie
39. Spitter le robot
40. Sharkapocalypse